# Джоя-Тауро
Джоя-Тауро (італ. Gioia Tauro, сиц. Gioja) — муніципалітет в Італії, у регіоні Калабрія,  метрополійне місто Реджо-Калабрія‎. Найбільший контейнерний порт Італії.
Джоя-Тауро розташована на відстані близько 490 км на південний схід від Рима, 80 км на південний захід від Катандзаро, 45 км на північний схід від Реджо-Калабрії.
Населення — 19 802 особи (2014).
Щорічний фестиваль відбувається 13 серпня. Покровитель — Sant'Ippolito.

## Демографія
Населення за роками:

Станом на 1 січня 2023 року в муніципалітеті офіційно проживав 1421 іноземець з 54 країн, серед них 390 громадян країн Євросоюзу та 155 громадян України.

## Сусідні муніципалітети
- Пальмі
- Рицциконі
- Розарно
- Сан-Фердінандо
- Семінара